# ألبرتو راميريز (لاعب كرة قدم بيروفي)
ألبرتو راميريز (بالإسبانية: Alberto Ramírez)‏ هو لاعب كرة قدم بيروفي، ولد في 3 يناير 1941 في ليما في بيرو.

## وصلات خارجية
- ألبرتو راميريز على موقع عالم كرة القدم.نت (الإنجليزية)
- ألبرتو راميريز على موقع اللجنة الأولمبية الدولية (الإنجليزية)
- ألبرتو راميريز على موقع أوليمبيديا (الإنجليزية)